# Valentina Cozma
Valentina Cozma (n. Turbatu, pe 14 august 1963, în Iași) este o jucătoare de handbal din România retrasă din activitate. Ea este în general considerată unul din cei mai buni pivoți din istoria handbalului feminin românesc.
Pentru echipa națională de senioare a României Cozma a jucat în 322 de meciuri, în care a înscris 980 de goluri, și a participat la șase ediții ale Campionatelor Mondiale, în 1982, 1986, 1990, 1993, 1995 și 1999. De asemenea, a participat la Campionatul European din 1996. Valentina Cozma este a doua handbalistă din România ca număr de selecționări după Mariana Târcă.
În 1996, ea a câștigat Liga Campionilor EHF și Trofeul Campionilor EHF alături de echipa croată Podravka Koprivnica.
În 2000, Valentina Cozma s-a retras din activitate, dar în 2005, la vârsta de 42 de ani, a revenit pentru câteva luni și a jucat la clubul francez ESC Yutz Handball. În același an a fost înlocuită tot de o româncă, pivotul Petruța Dracoșu.

## Palmares
- Liga Campionilor EHF:
  -  Câștigătoare: 1996 (cu Podravka Koprivnica)
  - Semifinalistă: 1998 (cu Podravka Koprivnica)
- Trofeul Campionilor EHF:
  -  Câștigătoare: 1996 (cu Podravka Koprivnica)
- Liga I de handbal feminin din Croația:
  - Câștigătoare: 1996, 1997, 1998, 1999
- Liga Națională:
  - Câștigătoare: 1991, 1993, 1994, 2000
- Cupa României:
  -  Câștigătoare: 1992, 1993, 1994, 1995